# Grupo espeleológico Sabaneque
El Grupo Espeleológico Sabaneque surgió en la ciudad de Sagua la Grande, Villa Clara, Cuba en 1970 con el objetivo de explorar toda la región y confeccionar el catálogo de su fauna, flora, cavernas y sitios arqueológicos. 
La asociación se divide en dos secciones: la parte espeleológica era dirigida por Pedro Suárez Tintín y la arqueológica por Alfredo B. Pérez. Desde el año 1970 hasta 1985 este equipo logró reunir más de 300 especies de la fauna local en su catálogo, el descubrimiento por primera vez de 50 sitios arqueológicos, las primeras cartografías de 32 cavernas, el redescubrimiento de las Palmitas de Jumagua, 15 fósiles, y muchos estudios más, siendo su principal logro el haber rescatado a los Mogotes de Jumagua cuando el gobierno local intentaba destruirlos para convertirlos en Cantera de roca caliza.
Derivado de los estudios de este grupo surge el Archivo Sabaneque en el cual se reúne toda la historia de Sagua la Grande y su Jurisdicción. El archivo incluye texto, fotos, mapas, periódicos y revistas que se organizan en las siguientes secciones: Sagua la Grande , Mogotes de Jumagua , Isabela de Sagua , Playa Uvero , Cayo Esquivel , Cayo Cristo , Jurisdicción , Fauna , Educación , Salud , Personajes , Deportes , Música , Cultura y Distracción , Meteoros.